# Mörka tjärnen
Mörka tjärnen är en sjö i Marks kommun i Västergötland och ingår i Viskans huvudavrinningsområde.